# Formigas
Die Formigas (portugiesisch, zu deutsch ‚Ameisen‘) sind eine Gruppe kleiner, unbewohnter Inseln im Atlantik. Sie gehören zu den portugiesischen Azoren und wurden 1431  von Gonçalo Velho Cabral entdeckt. Sie bilden die östlichste Landmasse der Azoren.

## Geographie
Die Inselgruppe, die sich in nord-südlicher Richtung über eine Länge von 10 km erstreckt, liegt im Osten der Azoren zwischen den Inseln São Miguel und dem 37 km entfernten Santa Maria. Sie werden von der Hafenbehörde der Freguesia Vila do Porto mit Sitz im Westen der Insel Santa Maria verwaltet.
Sie besteht aus neun Inselchen, deren höchste, Formigão (im Aufsatz von 1849 Tofiño Hermigon), nach offiziellen Angaben 10,7 Meter hoch ist. Ihre Gesamtfläche beträgt etwa 9000 m². Die zwei größten Inseln sind nur etwa 180 Meter lang und 40 Meter breit. Noch während der letzten Eiszeit waren die Formigas Teil einer über 30 Quadratkilometer großen Insel, die seitdem durch den Anstieg des Meeresspiegels fast völlig untergegangen ist.
Bis heute sind die Formigas ein von Seefahrern gefürchtetes Gebiet, da sie nur wenige Meter über den Meeresspiegel hinausragen; viele erlitten hier schon Schiffbruch. Seit 1948 werden die Inseln durch einen 19 Meter hohen Leuchtturm, den Farol das Formigas, auf dem südlichsten, 3 m hohen Felsen markiert, dessen Leuchtfeuer nachts von Santa Maria zu erkennen ist.
Die Formigas sind seit 1988 durch ein Dekret des azoreanischen Parlaments (Decreto Legislativo Regional n.º 11/88/A, de 4 de Abril) ein maritimes Naturschutzgebiet, das 35,42 km² groß ist. Viele Taucher besuchen das umliegende, nur wenige Meter tiefe Flachwassergebiet (Banco Dollabarat), dessen reiche Unterwasserfauna berühmt ist.
Geologisch stellen die Formigas einen längst erloschenen Vulkan dar, dessen basaltische Basis aus subaerisch abgelagerten Lavaschichten teilweise von Sedimentgesteinen bedeckt ist. Sie enthalten, für die Azoren ungewöhnlich, viele Fossilien.

## Bildergalerie

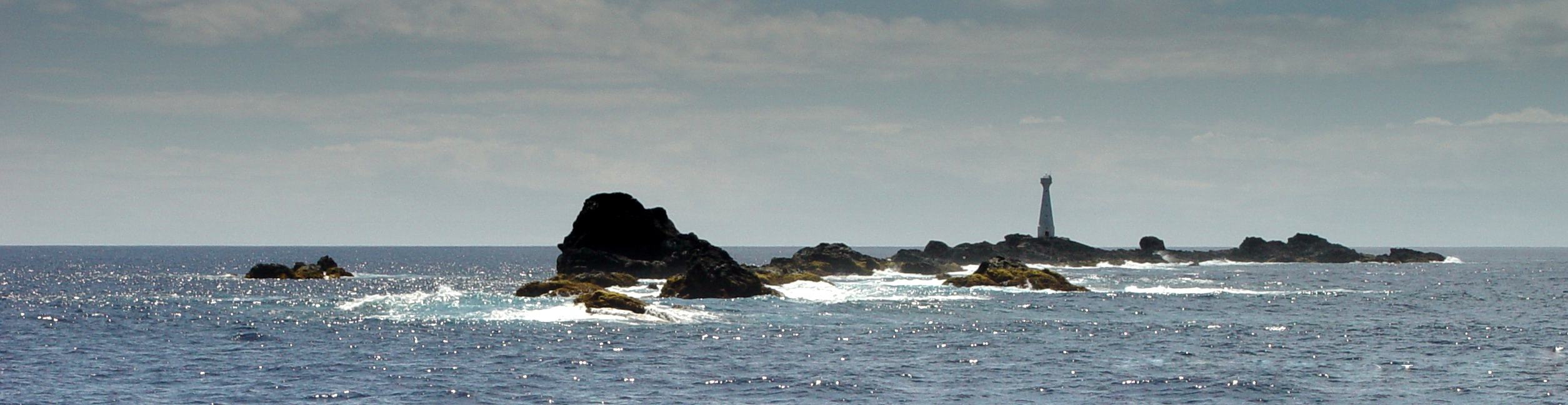
Panorama der Formigas
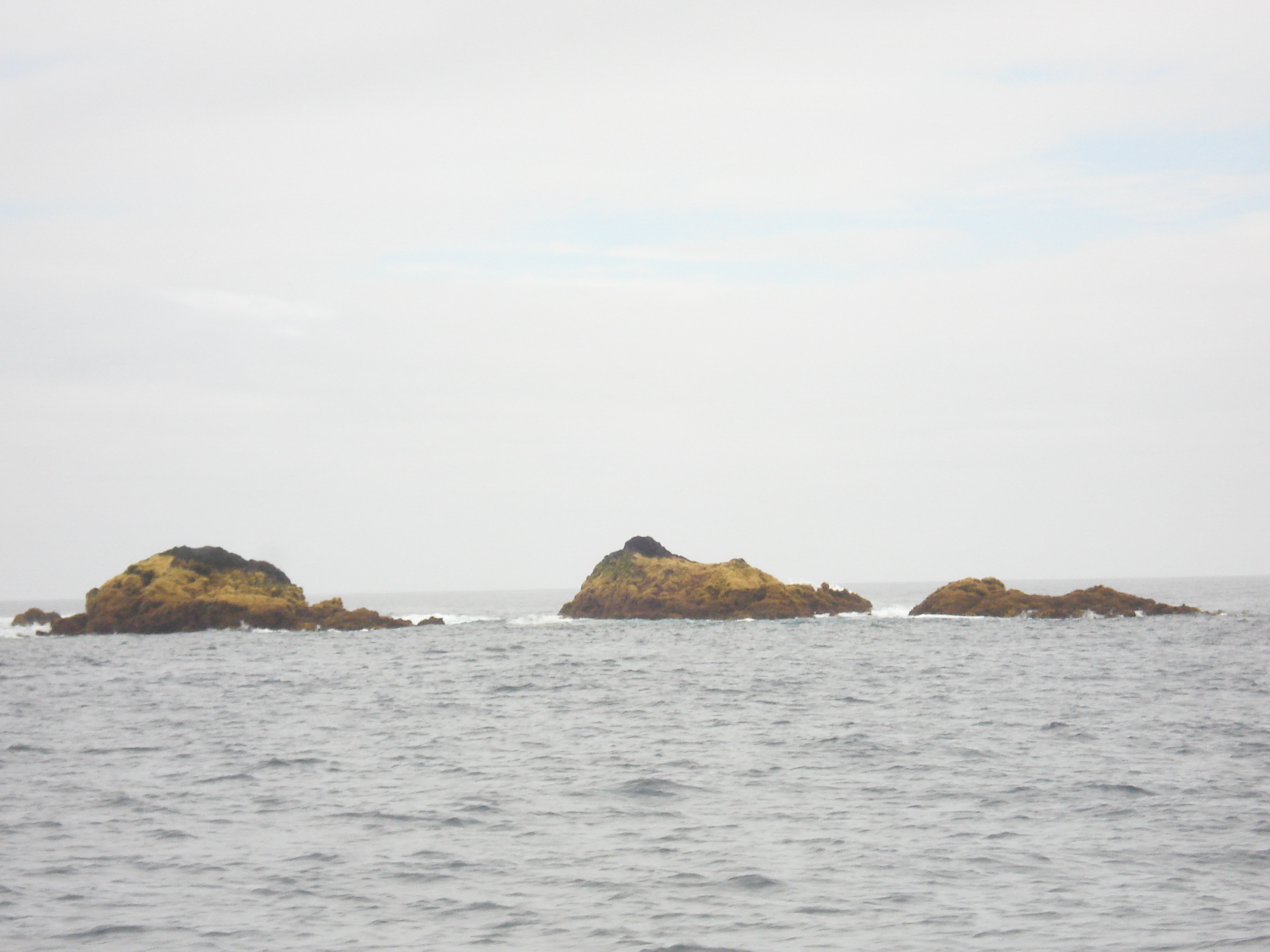
Nördliche Felsen der Formigas
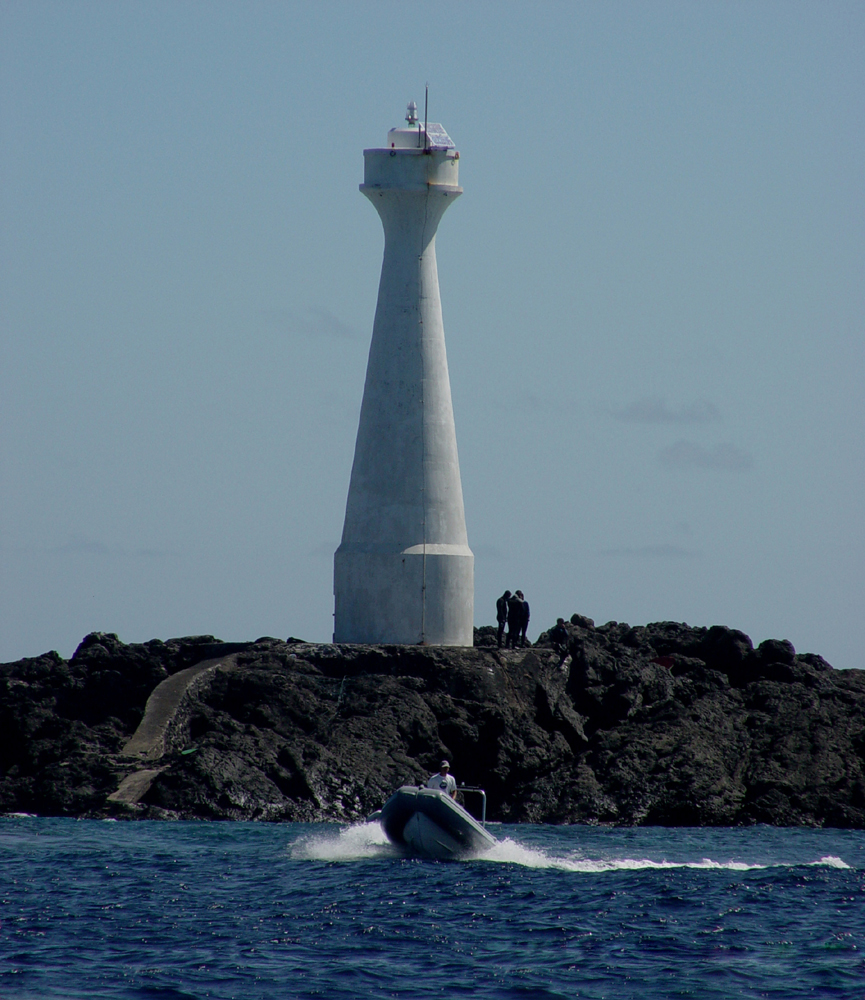
Formigas-Leuchtturm